# Симић
Симић је српско презиме које је четрдесет седмо најчешће презиме у Србији. То је патроним и значи син Симе.

## Познати људи

### А
- Алекса Симић (1800—1872), српски политичар
- Александар Симић (фотограф, 1898) (1898—1971), српски фотограф
- Александар Симић (фотограф, 1923) (1923—2007), српски фотограф
- Ана Симић (1965), српска филмска и позоришна глумица
- Ана Симић Кораћ (1981), српска позоришна и гласовна глумица
- Анђелика Симић (1972), српска позоришна и телевизијска глумица
- Антоан Симић (1972), српски стрипар, 3-Д уметник и аниматор

### Б
- Божин Симић (1881—1966), пуковник Српске војске
- Борисав Бора Симић (1929—2016), српски песник

### В
- Василије Симић (1866—1931), српски правник, судија и адвокат
- Вељко Симић (1995), српски фудбалер
- Војислав Симић (1924), српски музичар, композитор и диригент

### Д
- Драган Р. Симић (1961), српски редовни професор
- Дуња Симић, српска сопран
- Душан Симић (1928—2008), српски конструктор

### Ђ
- Ђорђе Симић (1843—1921), српски политичар и дипломата

### Ж
- Живојин Симић (1896—1979), српски преводилац, есејиста и лексикограф

### З
- Зорка Симић-Миловановић (1901—1973), српска музеолог

### Ј
- Јеврем Симић (дипломата) (1876—1936), српски правник и дипломата
- Јеврем Симић (официр) (...—1944), четнички пуковник
- Јелена Симић (1992), босанскохерцеговачка тенисерка
- Јован Симић Бобовац (1775—1832), српски кнез, војсковођа и политичар

### Љ
- Љубиша Симић (1963), српски и југословенски боксер

### М
- Мијаило Симић (1837—1901), српски правник
- Милан Симић (1827—1880), српски правник
- Миле Симић (вајар) (1951),  српски вајар
- Милева Симић (1859—1946), српска учитељица, књижевница и преводилац
- Милорад Симић (1946), српски лингвиста и информатичар
- Милорад Симић (политичар) (1951), српски политичар
- Мирко Симић (1914—1997), југословенски и српски филмски и позоришни глумац

### Н
- Никола Симић (1934—2014), српски позоришни, телевизијски и филмски глумац
- Никола Симић (фудбалер, 1897) (1897—1969), бивши фудбалски репрезентативац Југославије
- Новак Симић (1906—1981), српски и хрватски књижевник
- Новица Симић (1948—2012), генерал-пуковник Војске Републике Српске

### П
- Павле Симић (1859—1946), српски сликар
- Перо Симић (1946—2016), српски новинар и публициста
- Петар Симић (1927—2004), српски лекар

### С
- Светислав Симић (1865—1911), српски дипломата, национални радник и новинар
- Сима Симић (1920—1943), учесник Народноослободилачке борбе
- Славко Симић (1924—2007), српски глумац
- Слободан Симић (психијатар) (1963), српски психијатар, књижевник и драмски писац
- Станоје Симић (1893—1970), правник, дипломата, министар и политичар
- Стеван Симић (1882—1962), српски географ
- Стефан Симић (1995), чешки фудбалер српског порекла
- Стојан Симић (1797—1852), српски политичар

### Т
- Тамара Симић Васић (1963), академски сликар
- Танкосава Симић (1920), политички радник
- Татјана Симић (1964), доктор медицинских наука

### Ч
- Чарлс Симић (1938), српско-амерички песник, есејиста и преводилац
- Чедомир Симић (1896—1969), српски научник и лекар